# Caso de los banqueros prófugos
El caso de los banqueros prófugos fue un escándalo político sucedido en Venezuela en 1994 cuando varios bancos quebraron en el marco de la crisis bancaria de ese año y sus directores escaparon del país, entre ellos, Orlando Castro Llanes, Fernando Araújo, director del Banco Metropolitano, quien era el yerno del presidente en funciones, Rafael Caldera, además de Gustavo Gómez López del Banco Latino, José Bauza del Banco de Venezuela y José Alvarez Sterling del Banco Consolidado.

## Historia
El gobierno de Rafael Caldera intervino y nacionalizó 19 entidades bancarias quebradas dándoles 7.500 millones de dólares entre 1994 y 1995 con los llamados «auxilios financieros». Dicho rescate no sirvió para solventar la crisis bancaria y significó desbalance de las finanzas públicas, lo que se tradujo en un posterior ajuste económico que causó malestar social. Los banqueros escaparon, sin que la justicia lo impidiera, lo que también generó rechazo.
Fernando Araújo fue condenado por varios cargos, entre esos la «distracción y aprovechamiento fraudulento de fondos públicos», que implicaba condenas de 2 a 10 años de prisión, sin embargo escapó de Venezuela.
El procurador general, Jesús Petit, acompañó al fiscal de Nueva York, Robert Morgenthau, cuando anunció la detención y apertura de un proceso por fraude y hurto contra Orlando Castro Llanes, un banquero cubano, su hijo Orlando y su nieto Jorge Castro. El 9 de mayo de 1996 Castro declaró en una corte en Florida que había financiado a Rafael Caldera con un cheque de 20 millones de bolívares para su campaña presidencial. Castro financió también la campaña de Bill Clinton. En 1997, Vladimir Petit, diputado e hijo de Jesús Petit, aceptó haber recibido dinero de Castro para actividades políticas «del mismo modo que lo hicieron otros importantes políticos venezolanos y extranjeros».